# James Blair (aviron)
Pour les articles homonymes, voir James Blair et Blair.
James Blair, né le 28 octobre 1909 à Placerville (Californie) et mort le 23 mai 1992 dans la même ville, est un rameur d'aviron américain.

## Palmarès

### Jeux olympiques
- Los Angeles 1932
  -  Médaille d'or en huit[1].